# ترانزستور دي أن إيه حقلي
مقحل الدنا الحقلي (بالإنجليزية:  DNA field-effect transistor)‏ يمثل ذلك  المقحل الحقلي المستخدم للتأثير الحقلي بسبب التغيرات الجزئية لجزيئات  الحمض النووي (دنا)، بهدف القيام بوظيفة  المستشعر الحيوي (بالإنجليزية:  biosensor)‏. وهنا نلاحظ أن تركيب مقحل الدنا الحقلي شبيه بذلك التركيب الخاص بالموسفت أو (المقحل الحقلي ذا القناة المعتمدة في بنائها على المواد شبه الصلبة)، مع وجود استثناء واحد يتمثل في تركيب البوابة، والتي تُحَلُ في مقحل الدنا الحقلي بطبقةٍ من جزيئات الحمض النووي أحادي الضفيرة تعمل كمستقبلاتٍ سطحيةٍ. وعندما يتم تهجين ضفائر الحمض النووي التكميلية للمستقبلات، فإن توزيع الشحنة قرابة السطح تتغير، والتي بدورها تنظم الانتقال الحالي عبر مبدِّلات أشباه الموصلات.
يمكن استخدام مصفوفات مقاحل الدنا الحقلية لاستكشاف وتحديد  تعددات أوجه النوكليوتيد الفردية (بالإنجليزية:  Single-nucleotide polymorphism)‏ (والمتسببة في الإصابة بالعديد من الأأمراض الوراثية) وتحديد سلسلة الحمض النووي كذلك. وتتمثل الميزة الرئيسية لها بالمقارنة بطرق الاستكشاف البصري في الاستخدام العام اليوم في أنها لا تتطلب تصنيفاً أو تسميةً للجزيئات. علاوةً على ذلك، فهي تعمل بصورةٍ مستمرةٍ و(قريبةٍ) للوقت الحقيقي. ومن ثم، فإن مقاحل الدنا الحقلية تتسم بأنها انتقائيةٌ للغاية منذ أن أن جزيئات الربط الخاصة تشحن عملية النقل.